# Andricophiloscia pedisetosa
Andricophiloscia pedisetosa är en kräftdjursart som beskrevs av Stefano Taiti och Humphreys 200. Andricophiloscia pedisetosa ingår i släktet Andricophiloscia och familjen Philosciidae. Inga underarter finns listade i Catalogue of Life.